# Colin Bucksey
Colin M. Bucksey (* 1946 in Camberwell, London, England) ist ein britisch-US-amerikanischer Filmregisseur, Filmproduzent und Kameramann. Bucksey war unter anderem an den internationalen Serien Breaking Bad, Person of Interest und Fargo beteiligt.

## Karriere
Bucksey trat erstmals 1973 bei dem halbdokumentarischen Film A Bigger Splash über den britischen Künstler David Hockney in Erscheinung. Er war neben Hauptkameramann Jack Hazan einer der beteiligten Kameramänner. Der Film thematisiert eine schwierige Zeit im Leben Hockneys. Der Filmtitel geht zurück auf dessen Gemälde A Bigger Splash. Daran schlossen sich weitere Arbeiten hinter der Kamera für drei britische Kinofilme an. Bei der Dramaserie Couples führte Bucksey 1976 erstmals bei zwei Folgen Regie. Darin geht es um eine Eheberaterin, die bei ihrer ersten Anstellung gern auch einmal auf die Unterstützung ihrer erfahreneren Kollegen zurückgreift. Die gezeigten Fälle basieren auf echten Begebenheiten. Weitere Arbeiten fürs Fernsehen schlossen sich an.
In den Jahren 1982, 1983 inszenierte Bucksey drei Folgen der Kinderserie Educating Marmalade über Marmalade Atkins, ein Mädchen, das so unartig ist, dass Eltern und Sozialamt es in den Weltraum schießen wollen. Für diese Arbeit war er in der Kategorie „Bestes Kinderprogramm“ für einen BAFTA TV-Award nominiert. Im Zeitraum 1987 bis 1989 war Bucksey für die in den 1980er Jahren auch in Deutschland populäre Krimiserie Miami Vice mit Don Johnson und Philip Michael Thomas als Polizistengespann „Sonny“ Crockett und „Rico“ Tubs tätig. Zahlreiche Regiearbeiten für Serien und Fernsehfilme schlossen sich an.
Bei dem 1996 erschienenen dreistündigen Filmdrama September nach dem gleichnamigen Roman von Rosamunde Pilcher führte Bucksey Regie. Der Film spielt im schottischen Hochland, wo eine privilegierte Adelsfamilie ein Fest für die bildschöne Pandora, gespielt von Jacqueline Bisset, gibt, die vor zwanzig Jahren unter mysteriösen Umständen ihren Heimatort überstürzt verließ. In weiteren Hauptrollen sind Mariel Hemingway, Edward Fox und Michael York besetzt. Von 2005 bis 2008 übernahm Bucksey bei sieben Folgen der weltweit gut verkauften Krimiserie Navy CIS die Regie, im Zeitraum 2009 bis 2012 bei vier Folgen der Krimi-Drama-Fernsehserie Breaking Bad mit Bryan Cranston in der Hauptrolle des an Lungenkrebs erkrankten Walter White. In den USA zählt diese Serie zu den populärsten neu produzierten Serien. Bei ihrer Vermarktung wurde das Internet verstärkt genutzt. Person of Interest war eine weitere Krimiserie an der Bucksey 2011 beteiligt war, ebenso wie die Dramaserie Revenge, bei der er bei fünf Episoden die Leitung übernahm. Die Serie hat das Schicksal der von Emily VanCamp gespielten Emily Thorne, die in Wirklichkeit Amanda Clarke ist, zum Inhalt und begleitet den Rachefeldzug der jungen Frau, die in die Hamptons zurückgekehrt ist, um Vergeltung zu üben.
Für Fargo, eine Krimiserie, die auf den gleichnamigen Film von Ethan und Joel Coen zurückgeht, arbeitete Bucksey 2014. Die Handlung spielt in den 1950er Jahren in Kansas City in Missouri. Für seine Regieleistung in der Episode Buridan’s Ass wurde er mit einem Emmy ausgezeichnet. In den Jahren 2015/2016 war Bucksey als Produzent für zwölf Episoden der Fernsehserie Ray Donovan tätig und für zehn Episoden der Serie Masters of Sex, die die Geschichte der Sexualforscher William Howell Masters und Virginia E. Johnson erzählt.
Für die US-amerikanische Fernsehserie The Affair, in der Szenen parallel einmal in männlicher und einmal in weiblicher Sichtweise dargestellt beziehungsweise erzählt werden, inszenierte Bucksey im Zeitraum 2018/2019 fünf Episoden. Eine weitere Arbeit des Regisseurs ist die amerikanische Anthologieserie Briarpatch nach einem Roman von Ross Thomas, von der er 2020 zwei Episoden inszenierte. Thomas’ gleichnamiger Roman war mit dem Edgar Allan Poe Award ausgezeichnet worden. Allegra Dill, verkörpert von Rosario Dawson, kehrt in ihre Heimatstadt an der texanisch-mexikanischen Grenze zurück, um zu ermitteln, wer in dem von Korruption überzogenen Ort ihre Schwester ermordet hat.

## Privates
Von 1973 bis 1987 war Bucksey mit der Filmproduzentin Verity Lambert verheiratet. Das Paar ließ sich scheiden. Danach heiratete er Sally, mit der er seit 26 Jahren verheiratet ist und zwei gemeinsame Kinder hat.

## Filmografie (Auswahl)
– Regie, wenn nicht anders angegeben –
- 1973: A Bigger Splash (Halbdokumentarischer Film; Kamera)
- 1975: The Lifetaker (Kamera)
- 1976: Haus der Todsünden (House of Mortal Sin; Kamera)
- 1976: Spy Story (Kamera)
- 1976: Couples (Fernsehserie, 2 Folgen)
- 1976: Crown Court (Fernsehserie, 3 Folgen)
- 1978: Task Force Police (Polizeiserie, Folge Departures)
- 1979: BBC2 Play of the Week (Fernsehserie, Folge Fearless Frank)
- 1980: Armchair Thriller (Fernsehserie, 5 Folgen)
- 1981: Theatre Box (Fernsehserie, Folge Marmalade Atkins in Space)
- 1982, 1983: Educating Marmalade (Fernsehserie, 3 Folgen)
- 1983: Jim Bergerac ermittelt (Bergerac, Fernsehserie, Folge A Miracle Every Week)
- 1985: Die Jagd nach dem Schwarzgeld (Blue Money, Fernsehfilm)
- 1986: Call Me Mister (Fernsehserie, Folge Longshot)
- 1987: Hitchhiker – Unglaubliche Geschichten (Fernsehserie, Folgen Joker und Secret Ingredient)
- 1987–1989: Miami Vice (Krimiserie, 4 Folgen)
- 1988: Crime Story (Krimiserie, Folgen Last Rites, Pursuit und Escape)
- 1989: Big Busine$$ (Dealers)
- 1989: Der Nachtfalke (Midnight Caller, Folgen Watching Me, Watching You und End of Innocence)
- 1990: Neugier tötet (Curiosity Kills)
- 1990–1991: Das Kartell des Todes (Death Merchants)
- 1992: Geliebte Agentin (Notorious, Fernsehfilm)
- 1993: Die Unbestechlichen (Fernsehserie, Folgen The Seduction of Eliot Ness und Pagano’s Folly)
- 1994: Dem Terror ausgeliefert (Terror in the Night, Fernsehfilm)
- 1994: Space Cops – Tatort Demeter City (Space Precinct, Folgen Welcome to Demeter City und Double Duty)
- 1995: Live Shot (Fernsehserie, Folge Another Day, Another Story)
- 1996: Entführt – Dein Kind gehört mir (A Kidnapping in the Family, Fernsehfilm)
- 1996: Rosamunde Pilcher: September (2-teiliger Fernsehfilm)
- 1996: Sliders – Das Tor in eine fremde Dimension (Fernsehserie, Folge Obsession)
- 1996–1999: Nash Bridges (Fernsehserie, Folgen Javelin Catcher und Hide and Seek)
- 1997: Muttertag des Grauens (When Secrets Kill, Fernsehfilm)
- 1998: Ein endloser Albtraum (Nightmare Street, Fernsehfilm)
- 1998: Raumstation Unity (Space Island One, Fernsehserie, 4 Folgen)
- 1999: Die Profis – Die nächste Generation (CI5: The New Professionals, Folgen Choice Cuts und Orbit)
- 2000: Falling Through
- 2001: Lexx – The Dark Zone (Fernsehserie, 5 Folgen)
- 2004: Starhunter (Fernsehserie, Folge Negative Energy)
- 2005: Kojak (Fernsehserie, Folgen East Sixties und All Bets Off: Part 1)
- 2005–2008: Navy CIS (Krimiserie, 7 Folgen)
- 2006: Eureka – Die geheime Stadt (Fernsehserie, Folge Primal)
- 2006, 2007: 4400 – Die Rückkehrer (The 4400, Mysteryserie, Folgen Being Tom Baldwin, Blink und Audrey Parker’s Come and Gone)
- 2007: Numbers – Die Logik des Verbrechens (Fernsehserie, Folge Finders Keepers)
- 2007–2011: Burn Notice (Fernsehserie, Folgen Fight or Flight, Center of the Storm und Bloodlines)
- 2009–2012: Breaking Bad (Krimiserie, 4 Folgen)
- 2010: Trauma (Fernsehserie, Folge Sweet Jane)
- 2010: The Glades (Krimiserie, Folge Honey)
- 2010: Medium – Nichts bleibt verborgen (Fernsehserie, Folge Talk to the Hand)
- 2011: The Secret Circle (Fernsehserie, Folge Loner)
- 2011: Person of Interest (Krimiserie, Folge Judgement)
- 2012: Dr. House (House, M.D., Arztserie, Folge Man of the House)
- 2012: Damages – Im Netz der Macht (Anwaltsserie, Folge Have You Met the Eel Yet?)
- 2012: Elementary (Krimiserie, Folge Lesser Evils)
- 2012–2014: Franklin & Bash (Fernsehserie, Folgen Waiting on a Friend, Freck und Deep Throat)
- 2012–2015: Revenge (Dramaserie, 5 Folgen)
- 2013: Monday Mornings (Fernsehserie, Folge Communion)
- 2013: Do No Harm (Fernsehserie, Folge Circadian Rhythms)
- 2014: Fargo (Krimiserie, Folgen The Six Ungraspables und Buridan’s Ass)
- 2014: The Bridge – America (Krimiserie, Folgen The Acorn und Eidolon)
- 2014: Resurrection (Fantasyserie, Folge Miracles)
- 2015: Battle Creek (Fernsehserie, Folge The Hand-Off)
- 2015: Ray Donovan (Fernsehserie, 4 Folgen Regie, 12 Folgen produziert)
- 2015, 2016: Better Call Saul (Dramaserie, Folgen Hero, Rico und Inflatable)
- 2016: Criminal Minds: Beyond Borders (Fernsehserie, Folge The Harmful One)
- 2016: Family (Fernsehserie, Folgen Sweet Jane und Election Day)
- 2016: Masters of Sex (Fernsehserie, Folgen Freefall, Coats or Keys und Family Only und 10 Folgen produziert)
- 2016: The Man in the High Castle (Fernsehserie, Folge The Road Less Traveled)
- 2017: Get Shorty (Fernsehserie, Folge Sins of a Chambermaid)
- 2017: Ten Days in the Valley (Fernsehserie, Folge Day 2: Cutting Room Floor)
- 2017–2019: Billions (Fernsehserie, 7 Folgen)
- 2018: Six (Fernsehserie, Folge Critical)
- 2018, 2019: The Affair (Fernsehserie, 5 Folgen)
- 2020: The Sinner (Fernsehserie, Folge Part V)
- 2020: Briarpatch (Fernsehserie, Folgen Behind God’s Back und The Most Sinful Motherfucker Alive)
- 2022: The Offer (Fernsehserie, 2 Folgen)

## Auszeichnungen
- 1983: British Academy of Film and Television Arts: Nominiert für den BAFTA TV-Award gemeinsam mit Sue Birtwistle und John Stroud
für Educating Marmalade in der Kategorie „Bestes Kinderprogamm“
- 1986: Mystfest:  Nominiert  für Screen Two, Episode The McGuffin in der Kategorie „Bester Film“
- 2012: Online Film & Television Association:  Nominiert für den OFTA Television Award
 gemeinsam mit Michelle MacLaren, Adam Bernstein, Vince Gilligan, Michael Slovis, Bryan Cranston, Rian Johnson, Peter Gould und Sam Catlin für Breaking Bad in der Kategorie „Beste Regie in einer dramatischen Serie“
- 2014: Online Film & Television Association:  Nominiert für den OFTA Television Award
 gemeinsam mit Adam Bernstein, Randall Einhorn, Matt Shakman, Scott Winant für Fargo in der Kategorie „Beste Regie Film oder Miniserie“
- 2014: Primetime Emmy Awards: 
Ausgezeichnet mit dem Primetime Emmy für Fargo, Episode Buridan’s Ass in der Kategorie „Bemerkenswerte Regie in einer Miniserie“